# Jaqson Kojoroski
Jaqson Luiz Kojoroski (Descanso, 3 de janeiro de 1979) é um jogador brasileiro de handebol.
Atualmente é empresário e mora em São Miguel do Oeste.

## Trajetória esportiva
Com menos de um ano mudou-se com a família para São Miguel do Oeste, onde começou a praticar handebol na escolinha BB Otesda, mantida pela Associação Atlética Banco do Brasil. Destacou-se em uma competição escolar, sendo convidado a integrar o time da cidade de Concórdia, aos 13 anos. Defendeu a seleção estadual e brasileira de base e, em 1998, transferiu-se para Americana, no estado de São Paulo.
Jogando na posição de armador, Jaqson foi campeão dos Jogos Pan-Americanos de 2003 em Santo Domingo, e bicampeão nos Jogos Pan-Americanos de 2007 no Rio de Janeiro. Integrou a seleção nacional que disputou os Jogos Pan-Americanos de 2011 em Guadalajara, no México.
Participou dos Jogos Olímpicos de Atenas em 2004, quando a seleção obteve o 10º lugar. Estava convocado para os Jogos Olímpicos de Pequim em 2008, mas foi cortado devido ao seu exame anti-doping detectar a presença de cannabis, o que o levou a ser suspenso por seis meses.
Entre 1999 e 2010 jogou em São Paulo e região metropolitana, passando pelas equipes do São Caetano, Metodista e Pinheiros. Depois, jogou mais dois anos em Chapecó, no estado de Santa Catarina, onde encerrou a carreira de atleta.